# Didymocarpus medogensis
Didymocarpus medogensis är en tvåhjärtbladig växtart som beskrevs av Wen Tsai Wang. Didymocarpus medogensis ingår i släktet Didymocarpus och familjen Gesneriaceae. Inga underarter finns listade i Catalogue of Life.